# Burcardo

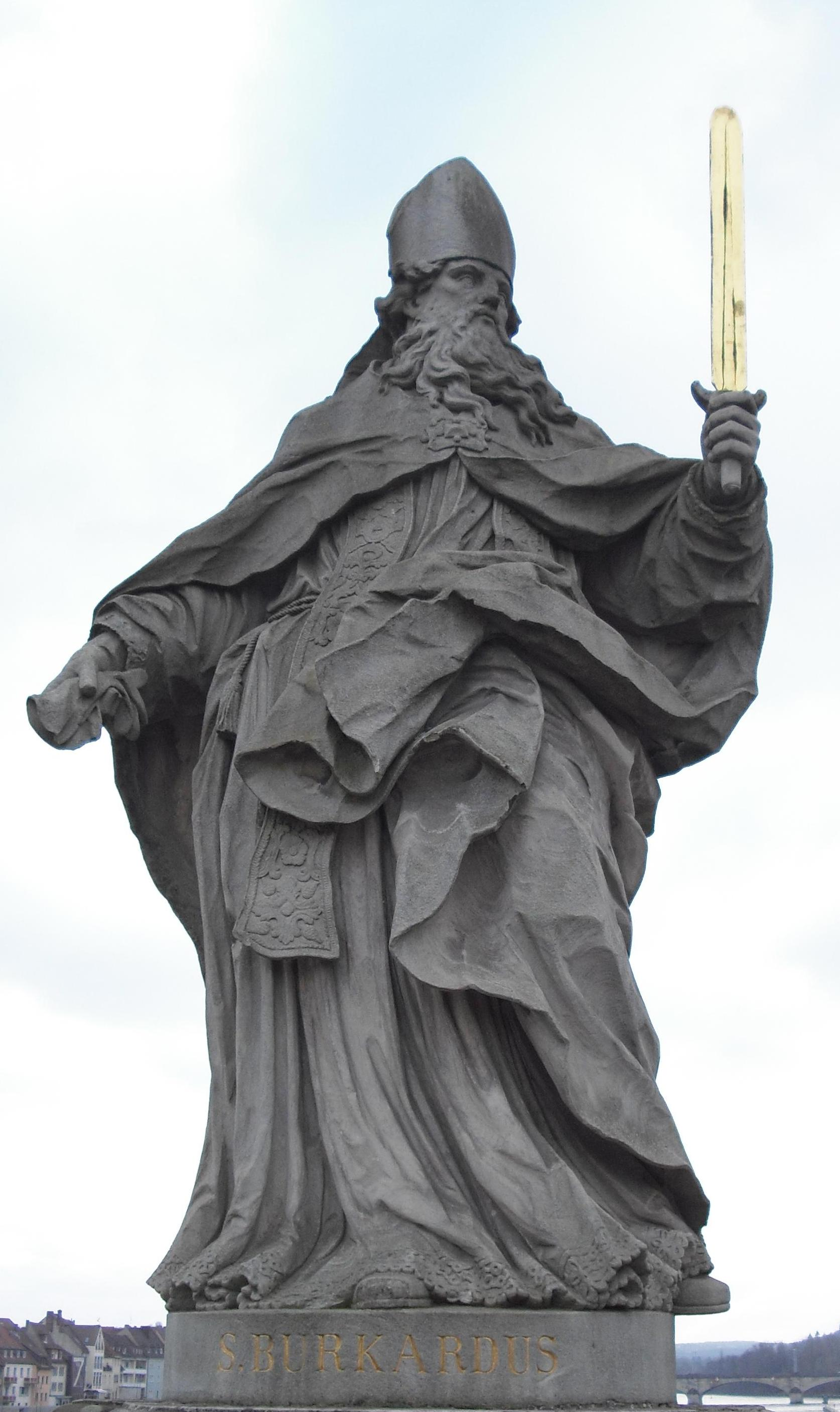
Estatua de San Burcardo en el Alte Mainbrücke de Wurzburgo.

San Burcardo de Wurzburgo (Bucardo, Burkhard o Burkardus) fue el primer obispo de Wurzburgo entre 741 y 754.

## Biografía
Originario de Wessex, hacia el 732 dejó las islas para unirse a las labores misioneras de San Bonifacio. Fue consagrado como el primer obispo de la diócesis de Wurzburgo (en la Franconia), en el 741. El papa San Zacarías lo confirmaría en 743. Burcardo aparece como el primer miembro alemán del concilio en el 742. El año 749, Pipino el Breve envió a San Burcardo y a San Fulrado, abad de Saint-Denis, a consultar al papa sobre el asunto de la sucesión al trono de los francos, y la respuesta del Pontífice le fue favorable. San Burcardo trasladó las reliquias de San Quiliano a la catedral de San Salvador, en la que fundó una escuela. El santo fundó igualmente la abadía de San Andrés de Wurzburgo, que más tarde tomó su nombre. El año 753, sintiéndose muy agotado, renunció al gobierno de su sede y se retiró a Homburgo, donde pasó el resto de su vida. Probablemente murió el 2 de febrero de 754. 
Su festividad se celebra el 2 de febrero.